# Praia do Forte
Praia do Forte är en gammal fiskeby i den brasilianska delstaten Bahia och numera ett turistmål. Byn tillhör kommunen Mata de São João och har cirka 1 400 invånare. Praia do Forte är känd för Projecto tamar, ett projekt som syftar till att rädda de utrotningshotade havssköldpaddorna.